# 托普基河
托普基河（烏克蘭語：Топкий），是烏克蘭的河流，位於該國西北部，屬於西布格河的右支流，發源自莫西爾以西，流經沃倫州，河道全長13公里，流域面積61平方公里。